# Prokópis Pavlópoulos
Prokópis Pavlópoulos (en grec moderne : Προκόπης Παυλόπουλος, /proˈkopis pavˈlopulos/), né le 10 juillet 1950 à Kalamata, est un homme d'État grec, membre de la Nouvelle Démocratie et président de la République hellénique de 2015 à 2020.
Juriste de formation, il mène une carrière universitaire en France, puis en Grèce ; durant cette période, il rédige un grand nombre de publications juridiques et institutionnelles. Il travaille au service du président Mikhaíl Stasinópoulos, lequel en fait son secrétaire particulier, avant de reprendre le cours de sa carrière universitaire. Militant de la Nouvelle démocratie, formation de centre-droit, il siège au sein du gouvernement de Xenophón Zolótas, dont il est le porte-parole.
Député d'Athènes, il est nommé ministre de l'Intérieur en 2004, après la victoire de son parti mené par Kóstas Karamanlís à l'issue des élections législatives. Trois ans plus tard, en 2007, la droite conserve le pouvoir et Prokópis Pavlópoulos garde ce portefeuille régalien, jusqu'en 2009, après que le gouvernement sortant a perdu les élections législatives anticipées.
Élu président de la République hellénique le 18 février 2015 avec l'appui de la majorité de gauche radicale et de l'opposition conservatrice, il prend ses fonctions le 13 mars suivant, après avoir prêté serment devant le Parlement. Sa présidence est notamment marquée par les suites de la grave crise économique et financière supportée par le pays. N'ayant pas sollicité un deuxième mandat, il voit la juriste Ekateríni Sakellaropoúlou lui succéder à la présidence, en 2020.

## Biographie

### Carrière universitaire
Diplômé de la faculté de droit de l'université d’Athènes en 1973, Prokópis Pavlópoulos poursuit ses études à la faculté de droit de l'université Panthéon-Assas, en France. Secrétaire particulier du président de la République Mikhaíl Stasinópoulos entre 1974 et 1975, il obtient, cette même année, un DEA à l'université d'Assas-Paris II, puis, deux ans plus tard, un doctorat en droit public.
En 1982, il y est nommé maître de conférence avant de retourner, un an plus tard, à l'université d'Athènes, au sein de laquelle il enseigne désormais comme professeur agrégé.
Durant cette période, il écrit de nombreux ouvrages relatif au droit constitutionnel, politique et civil ; quelques-unes de ses publications sont traduites en langue française.

### Premiers portefeuilles ministériels
Parallèlement, entre 1978 et 1981, il travaille au service juridique du ministère de la Coordination. C'est en 1989 que Prokópis Pavlópoulos débute réellement sa carrière politique, lorsqu'il est nommé vice-ministre à la présidence du Conseil et porte-parole du gouvernement d'union dirigé par l'économiste Xenophón Zolótas.
L'année suivante, après la démission de ce gouvernement, le président de la République, Konstantínos Karamanlís, le nomme conseiller juridique ; il siège au sein du cabinet présidentiel jusqu'en 1995.

### Ministre de l'Intérieur
Le 10 mars 2004, le gouvernement de Kóstas Karamanlís prête serment ; Prokópis Pavlópoulos y siège comme ministre de l'Intérieur, de l’Administration publique et de la Décentralisation. Rapidement, il est contesté par l'opposition socialiste qui lui reproche des nominations partisanes, toutes impliquant des cadres de la Nouvelle démocratie, ce que le ministre lui-même dément.
Néanmoins, Pavlópoulos demeure ministre de l'Intérieur après la constitution du deuxième gouvernement de Karamanlís, constitué après la victoire de la droite aux élections législatives anticipées du 16 septembre 2007, bien qu'il perde le portefeuille de l'Administration publique.
Le 6 décembre 2008 débutent les émeutes populaires consécutives à la mort d'un adolescent âgé de quinze ans, Alexandros Grigoropoulos, tué par un policier. Ces épisodes violents amènent Pavlópoulos, durement mis en cause, à proposer sa démission au Premier ministre, qui la refuse, tout en lui apportant le soutien du gouvernement tout entier. Finalement, le ministre de l'Intérieur demeure, mais sa gestion sera largement critiquée par l'opposition de gauche parlementaire, la presse et l'opinion publique.
Le 11 septembre 2009, quelques semaines avant la convocation d'élections législatives anticipées qui seront favorables à l'opposition de gauche, Prokópis Pavlópoulos quitte le gouvernement.

### Président de la République

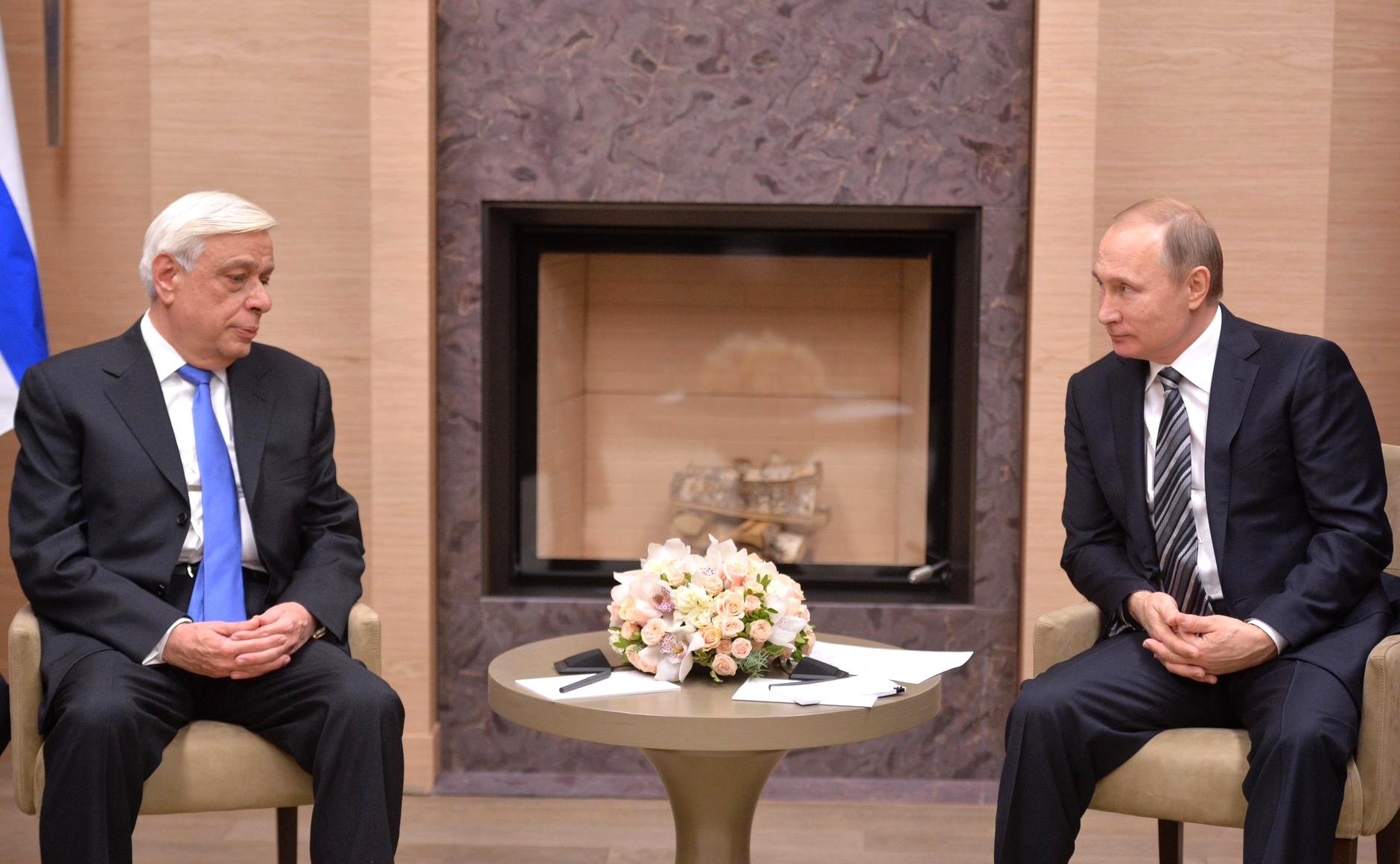
Prokópis Pavlópoulos et le président russe Vladimir Poutine le 16 janvier 2016.

Le 17 février 2015, un peu moins de deux mois après la convocation d'un scrutin présidentiel avorté qui a été suivi d'élections législatives anticipées favorables à la gauche radicale, le nouveau Premier ministre Aléxis Tsípras annonce vouloir désigner Prokópis Pavlópoulos candidat à la nouvelle élection présidentielle. Ce choix surprend, car la presse s'attendait à ce que le commissaire européen Dimítris Avramópoulos soit plutôt désigné.
Le lendemain, le candidat soutenu par SYRIZA, ANEL et la Nouvelle démocratie est élu président de la République hellénique par 233 voix contre 30 pour Nikólaos Alevizátos, un autre juriste soutenu par la Rivière et le PASOK. Le 13 mars suivant, il est investi et succède à Károlos Papoúlias.
Le président Pavlópoulos, contrairement au chef du gouvernement qui soutenait pourtant sa candidature au scrutin présidentiel du mois de février précédent, s'est dit favorable au « oui » concernant le référendum portant sur l'accord proposé par les créanciers du pays, mais le jour du scrutin, le 5 juillet 2015, c'est le « non » qui l'emporte, le gouvernement Tsípras s'en trouvant a priori conforté. Néanmoins, le chef de l'État avait prévenu que si son pays devait être exclu de la zone euro, il renoncerait à son mandat en signant sa démission, malgré la pression du gouvernement et de la majorité des partis représentés au Parlement.
Le 20 août 2015, il accepte la démission du gouvernement d'Aléxis Tsípras, ce qui devrait le conduire à convoquer des élections législatives anticipées pour le mois de septembre suivant, avant de nommer un Premier ministre intérimaire chargé des affaires courantes,. Le 27 août suivant, la présidence annonce qu'après l'échec des négociations menées par le chef de l'État avec les chefs des principaux partis représentants au Parlement, celui-ci a mandaté la présidente de la Cour suprême, Vassilikí Thánou, de la formation d'un gouvernement de transition jusqu'à la convocation d'un scrutin parlementaire anticipé.
Sa successeure, Ekateríni Sakellaropoúlou, est élue à la présidence le 22 janvier 2020. Il quitte ses fonctions le 13 mars 2020, date à laquelle Ekateríni Sakellaropoúlou prête serment.

### Décorations
- Grand collier de l'ordre de Makarios III - 30 mai 2015
- Grand-croix de l'Ordre national de la Légion d'honneur - 22 octobre 2015
- Chevalier avec grand collier de l'Ordre du Mérite de la République italienne - 23 novembre 2015[7]
- Grand collier de l'Ordre de l'Infant Dom Henri - 27 janvier 2017[8]
- Chevalier de l'Ordre de l'Aigle blanc - 18 novembre 2017
- Ordre de la république de Serbie - 15 février 2021[9]

## Vie privée
Marié à Vlassía Peltsemí, Prokópis Pavlópoulos est le père de deux filles, María et Zoí, et d'un fils, Vasílis.
Il parle couramment l'allemand, l'anglais et le français. D'après la presse italienne, il ferait partie de la franc-maçonnerie.